# King Kong revient
Pour les articles homonymes, voir Ape.
Pour plus de détails, voir Fiche technique et Distribution.
King Kong revient (A*P*E) est un film réalisé en 1976 par Paul Leder.

## Synopsis
Au large des côtes sud-coréennes, un singe géant s'évade du bateau à bord duquel il était emprisonné. Après un combat avec un requin, il s'enfuit en direction de Séoul, et tombe amoureux d'une belle actrice blonde, partagée entre horreur et compassion envers le primate...

## Fiche technique
- Titre original : A*P*E
- Titre français : King Kong revient
- Titre québécois : King Kong se révolte
- Réalisation : Paul Leder
- Scénario : Paul Leder et Richard (Reuben?) Leder
- Production :  K.M. Yeung et Shogo Tomiyama/ (Tony Francis, Paul Leder?)
- Musique originale : Bruce Mac Rae
- Langue : anglais
- Dates de sorties :
  -  Corée du Sud : 23 juillet 1976
- Pays d'origine : États-Unis et Corée du Sud
- Format : Couleurs - 1,85:1
- Genre : Aventure, fantastique
- Durée : 87 minutes
- Date de sortie : 1976

## Distribution
- Bob Arrants : Tom Rose
- Joanna Kerns : Marilyn Baker
- Alex Nicol : Colonel Davis
- Nak-hun Lee : Captitaine Kim

## Informations complémentaires
- La Paramount, qui trouvait que A*P*E commençait sérieusement à empiéter sur son King Kong, obtint de la cour de justice que la mention en grosses lettres « à ne pas confondre avec King Kong » soit rajoutée sur les affiches américaines, alors que le producteur américain Jack Harris s’était vu accorder par cette même cour une liberté totale sur la publicité du film.
- Ce film est sorti en VHS en France sous le titre La Révolte de Kong.